# Wilfrid Kilian
Wilfrid Kilian (1862-1925), est un géologue d'origine alsacienne. Il fit ses études à Strasbourg puis à l'École alsacienne de Paris. Licencié en géologie à la Sorbonne, il en devient chef de travaux, voyage pour étudier les montagnes d'Europe, puis soutient une thèse sur la géologie de la montagne de Lure, en 1888. Devenu professeur à l'université de Grenoble, en 1892, ses travaux en font un des grands spécialistes de la géologie alpine et lui permettent d'entrer à l'Académie des Sciences en 1919.

## Biographie
Né à Schiltigheim, il commença sa scolarité au Gymnase protestant de Strasbourg, puis à partir de 1871, réfugié à Paris, il fut admis à l'École alsacienne . Il se maria à Antoinette Boissy d'Anglas en 1894. Le couple aura deux fils,  Robert et Conrad et deux filles, Mathilde et Magali. Il est élu correspondant le 18 janvier 1909, dans la section de minéralogie, puis membre non résidant le 27 janvier 1919.
Il est élu le 27 février 1890 à l'Académie des sciences, belles-lettres et arts de Savoie, avec pour titre académique Agrégé.

### Thèse sur la montagne de Lure
Il s'inscrivit à la Sorbonne pour passer une licence de géologie. Remarqué par Edmond Hébert, il termina ses études dans son laboratoire où il fut préparateur, puis chef de travaux pratiques. Ce qui lui permit de suivre Marcel Bertrand dans le Jura, puis en Andalousie en 1884.

Cartes géologiques de la montagne de Lure par Wilfrid Kilian, 1887
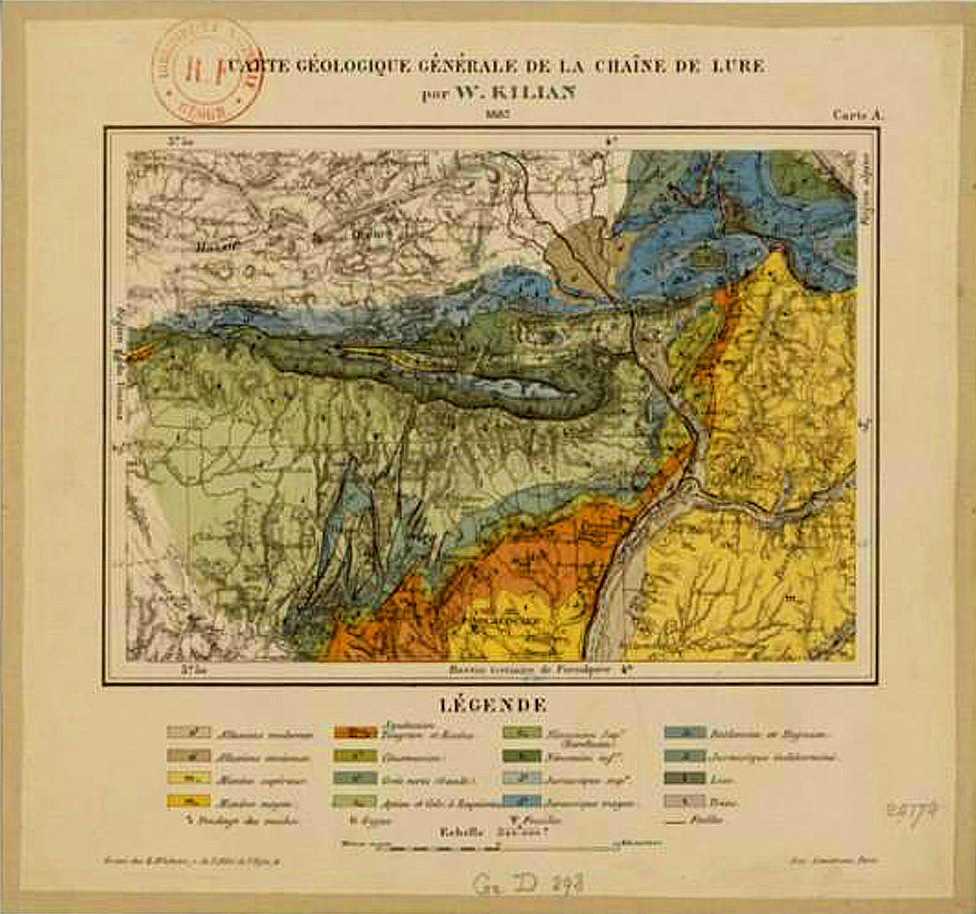
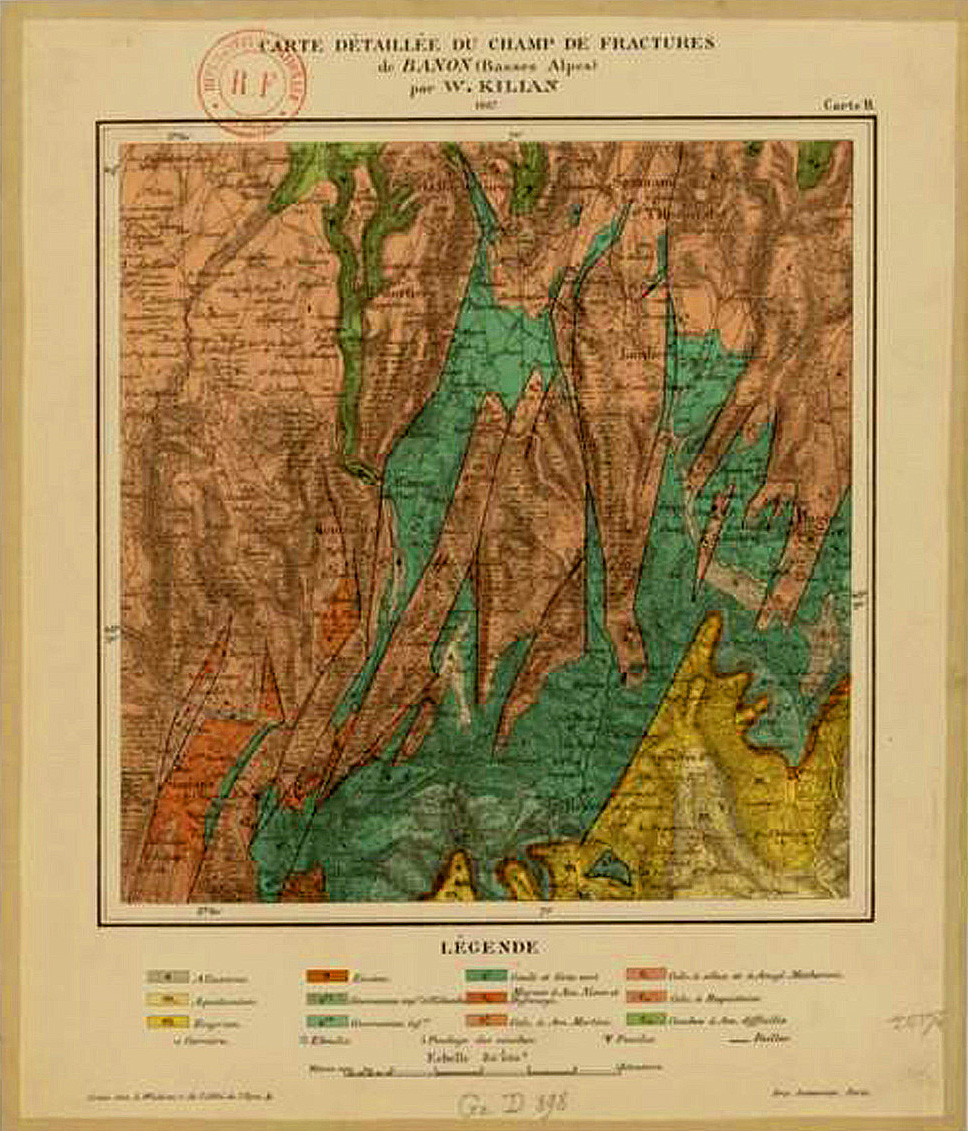
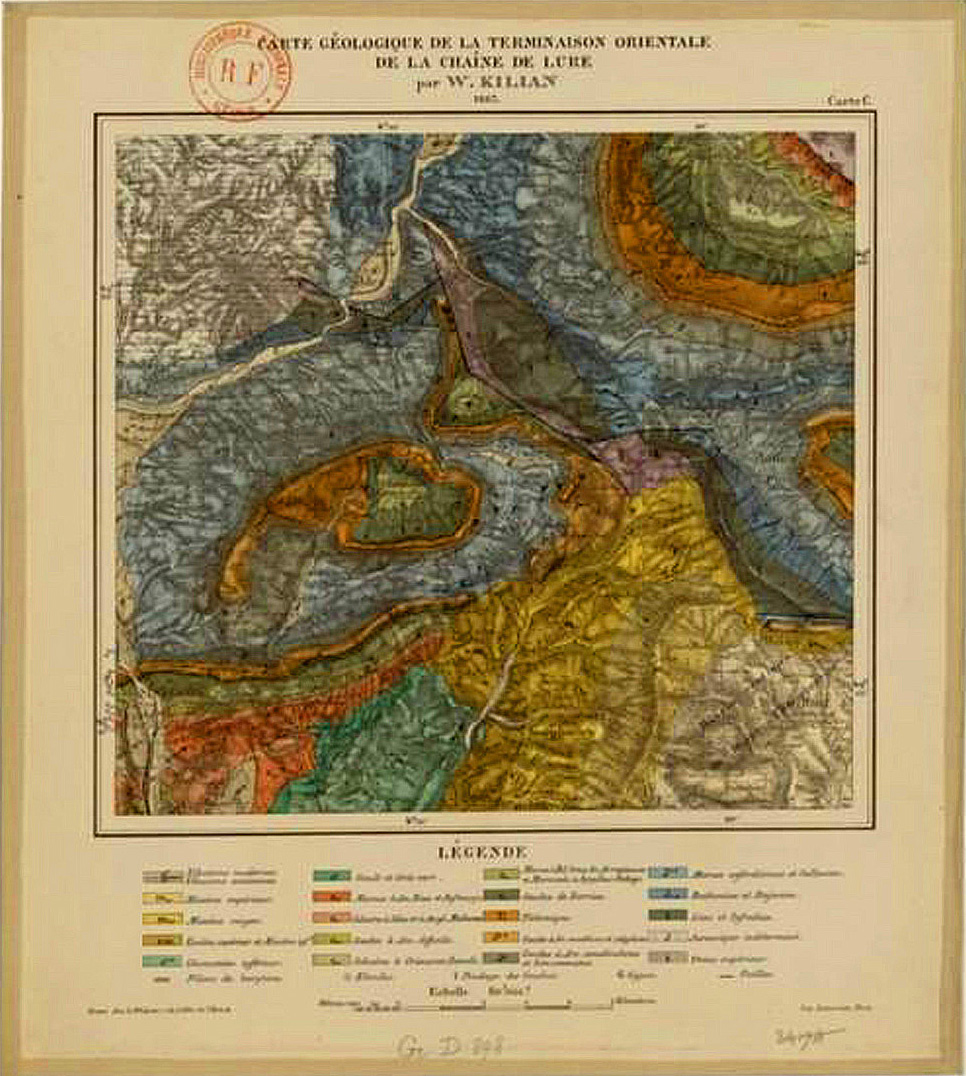

C'est sous la direction d'Edmond Hébert qu'il paracheva sa thèse de doctorat sur la montagne de Lure. Il l'a présenta avec succès en 1888, et obtint le grade de docteur ès sciences. D'emblée sa thèse, où il s'affirmait comme stratigraphe et paléontologue, fut considérée comme magistrale puisqu'il y établissait « une échelle biostratigraphique précise pour le Jurassique terminal et le Crétacé inférieur subalpin, susceptible d'être étendue à l'ensemble des chaînes subalpines méridionales. ». Marcel Bertrand l'invita alors à collaborer à l'exécution de la carte géologique de la France.

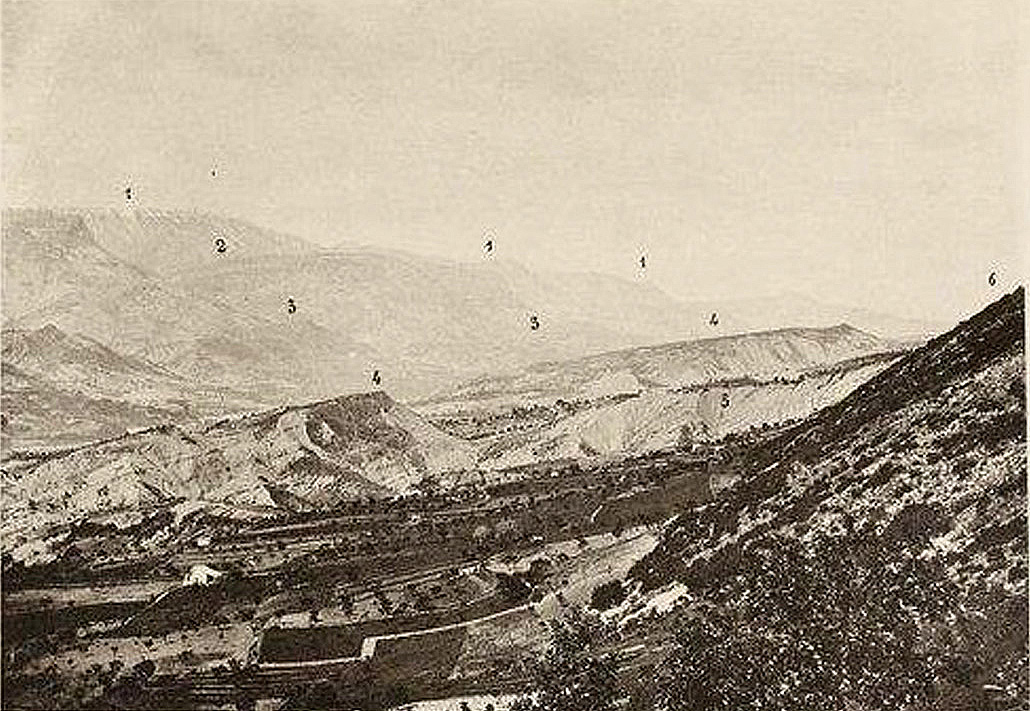
Photographie de la montagne de Lure par Wilfrid Kilian, héliotypie de 1888.

Catherine Fieschi, dans son étude L'illustration photographique des thèses de sciences en France (1880-1909) publié en 2000, par la bibliothèque de l'école des chartes, indique que les photographies illustrant des thèses n'apparaissent qu'au cours des années 1860, tant aux États-Unis qu'en France, et situe la place de Wilfrid Kilian, dans cet apport : « Dans les thèses du corpus, le premier cas remonte à 1888. Il s'agit de la thèse soutenue à Paris par Wilfrid Kilian, chef de travaux pratiques au laboratoire de géologie de la Sorbonne : Description géologique de la montagne de Lure. Les photographies hors texte du relief y complètent des cartes, des coupes géologiques, des dessins de fossiles. ».
L'intérêt d'une telle démarche, initiée par Kilian, fut souligné par Émile Haug, l'un de ses collègues géologues, dans un rapport de thèse en 1906. Il souligne : « d'excellentes vues photographiques reproduites par phototypie présentent d'ailleurs au lecteur le contrôle direct de la plupart des conclusions ». Ce qui, pour lui, met fin au dilemme des dessins géologiques qui laissent à désirer et ne permettent pas de suffisamment distinguer entre la part d'observation et la part de l'hypothèse.

### Professeur à Grenoble
En 1892, il devint le successeur désigné de Charles Lory pour occuper sa chaire à l'université de Grenoble et pouvoir étudier les Alpes sur place,. Sa venue à Grenoble va marquer « une nouvelle période de l'histoire de la géologie alpine, qui est d'abord celle de la stratigraphie triomphante, une nécessité absolue en vue de l'exploration systématique de la chaîne et de sa cartographie. ».

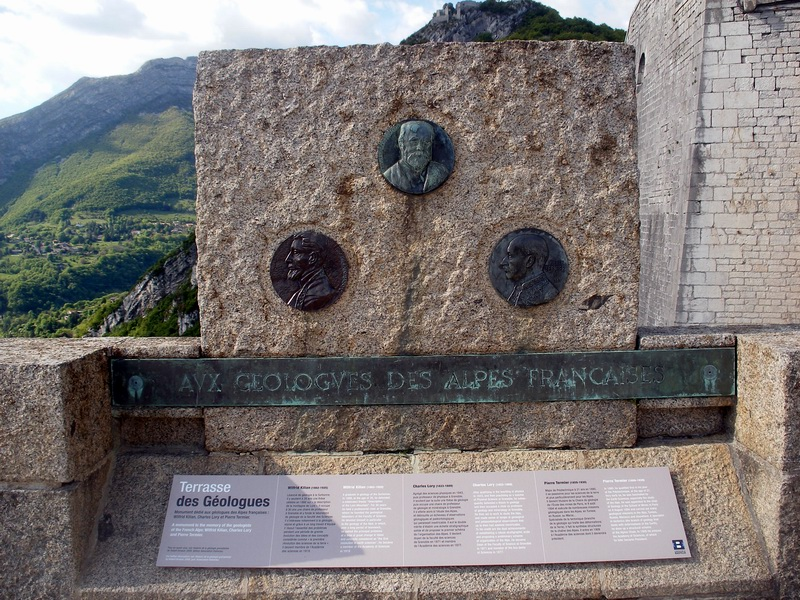
Terrasse des géologues Wilfrid Kilian, Charles Lory et Pierre Termier à Grenoble.

Après avoir repris les travaux de Charles Lory, entre Moûtiers et la haute Ubaye, aidé de son ami, Émile Haug, alsacien comme lui, qu'il avait connu à Strasbourg et Paris, il entreprit l'étude des chaînes subalpines dauphinoises, Haug se chargeant des chaînes subalpines entre Gap et Digne.
Après l'étude des terrains de la chaîne subalpine, prolongement du Jura au sud du Rhône, et des hautes chaînes calcaires de la Savoie, Kilian parcourt le Queyras, l'Embrunais, le Briançonnais, la Chartreuse, le Vercors, le Diois, le Valentinois, la Bochaine et les Baronnies, massifs qui n'étaient connus qu'imparfaitement. Ses courses le conduisent aussi vers la Provence et les Alpes-Maritimes, puis il se rend entre le col de la Seigne et le col de la Madeleine, repart vers les massifs cristallins du Mont-Blanc, des Grandes Rousses, du Pelvoux et du Mercantour-Argentera.
Comme il l'avait démontré dans sa thèse sur la montagne de Lure, Wilfrid Kilian savait que « le problème stratigraphique majeur était celui des datations et du passage latéral entre les faciès à céphalopodes de la mer alpine et les plates-formes bordières, qu'elles soient à sédimentation carbonatée et épaisse comme celle de l'Urgonien, ou à sédimentation condensée comme celle de l'Albien. ».
Avec l'aide de ses élèves et de collaborateurs passionnés, il atteignit son but en deux décennies. Il résolut d'abord le problème de l'intervalle Berriasien-Aptien inférieur, puis celui de la fosse vocontienne, notion qu'il avait créée en étudiant les associations d'ammonites. Son collègue Charles Jacob se pencha ensuite sur l'Albien, Kilian se réservant l'Aptien inférieur. Il décrivit cet étage dans une étude  menée conjointement avec Joseph Revil, elle est restée d'un étonnant modernisme.

### Pionnier de la géologie alpine
Déjà de son vivant, ces confrères s'étaient plu à souligner le rôle majeur joué par Wilfrid Kilian pour une meilleure connaissance de la chaîne alpine dans sa partie française en précisant la stratigraphie des terrains secondaires dans une vaste partie de celle-ci. Il fut aussi reconnu pour ses découvertes et descriptions de nombreux sites fossilifères. De plus, entre 1890 et 1913, il se consacra à l'étude des terrains quaternaires. On lui doit, entre autres, la reconstitution de l'histoire des vallées alpines pendant le Pléistocène, la distinction des glaciations successives et l'étude des périodes fluviatiles interglaciaires. Ce travail fut effectué dans les vallées savoyardes, puis dans celle de l'Isère et enfin en haute Durance. Il est l'initiateur, à ce titre, de l'étude systématique des glaciers et de leurs oscillations.
Lors de l'hommage qu'il lui rendit après sa mort, Pierre Termier rappela que « Sa compétence paléontologique était universellement réputée » pour tout ce qui avait trait aux terrains secondaires, et surtout pour le Jurassique supérieur et le Crétacé inférieur. Il fit une synthèse sur ses connaissances du Crétacé inférieur en publiant, dès 1907, sa célèbre Lethaea Geognostica. Cette somme, fondée sur une observation minutieuse des coupes et un raisonnement rigoureux, est toujours actuelle. « Par sa diffusion en français et en allemand, qui étaient alors les deux langues dominantes de l'Europe continentale, Wilfrid Kilian étendit jusqu'en Russie et en Géorgie la renommée de l'école grenobloise. ».

### Première révolution des sciences de la Terre
Mais cette époque ne fut pas seulement marquée par la mise au point de la stratigraphie alpine par Wilfrid Kilian. Elle est également celle des théories ou découvertes nouvelles sur le comportement de l'écorce terrestre. Dès leur apparition, elles dynamisèrent la recherche géologique. Si les Alpes n'ont généralement pas été leur point de départ, c'est essentiellement sur ce massif que ces hypothèses ont été testées et vérifiées.
Trois se succédèrent en deux décennies : la découverte des nappes de charriage, la notion de géosynclinal et la révélation du mobilisme continental. Avec la mise au point de la stratigraphie, elles apportèrent un tel renouveau qu'on les rassemble sous le nom de « première révolution des sciences de la Terre », la seconde étant celle de la tectonique des plaques, qui fut développée cinquante ans plus tard.
Wilfrid Kilian devient membre de l'Académie des Sciences en 1919. Marié à Ammie-Anna Boissy d'Anglas, petite-fille du conventionnel, le couple eut deux fils dont le cadet Conrad Kilian fut aussi géologue. Il mourut le 30 septembre 1925 à Grenoble, des suites d'une maladie infectieuse.

## Œuvres
- Description géologique de la montagne de Lure, (1888)[7].
- Sur quelques fossiles du Crétacé inférieur de la Provence, (1888)[8]
- Neige et glaciers, (1891)[9].
- Sur la structure du massif de la Varbuche (1891)[10].
- Description géologique de la vallée de Valloire, Savoie, et de quelques massifs adjacents, en collaboration avec Joseph Revil, (1899)[11].
- Contributions à la connaissance de la zone du Briançonnais, le Jurassique supérieur (1903)[12]
- Essai d'une monographie hydrologique des environs de Garéoult (1906)[13].
- Lethaea Geognostica, (1907)[14].
- Les formations fluvio-glaciaires du bas-Dauphiné (1911)[15].
- Ce que la géologie et la paléontologie nous apprennent sur l'origine de la vie (1912)[16].
- Ministère des Travaux Publics : Mémoires pour servir à l'explication de la carte géologique détaillée (1918)[17].

## Hommage
Au fort de la Bastille à Grenoble, la terrasse accueillant les visiteurs du téléphérique porte le nom de terrasse des géologues, en hommage aux trois géologues Wilfrid Kilian, Charles Lory et Pierre Termier. Il existe une rue Wilfrid-Kilian à Grenoble et un amphithéâtre Wilfrid-Kilian sur le Domaine universitaire de Grenoble, attenant à l'Institut des sciences de la Terre (ISTerre).
L'aven Kilian ou Pierascas no 2 est situé sur la commune de Lioux. Il a été dénommé en l'honneur du géologue, le jour de sa découverte, le 6 août 1991. Son puits d'entrée (6 × 10 m) se situe à côté d'anciennes charbonnières, il a une dizaine de mètres de profondeur et aboutit sur un éboulis dont la base est de 4 mètres sur 6 mètres.
Le Kilian est un volcan trachytique au pied sud-ouest du  Puy-de-Dôme. Autrefois  nommée  Cros  Manal  ou  Cros Manau, c’est-à-dire le creux Manau, cette dépression a été renommée en 1913 : le « Cratère Kilian » par le volcanologue Philippe Glangeaud, élève de Wilfrid Kilian.
Sur le campus de l'université Grenoble-Alpes, un amphithéâtre, au sein d'un bâtiment d'architecture, construit et inauguré en 2017 pour le laboratoire ISTerre, porte honorifiquement son nom, afin de se remémorer le rôle important qu'il a joué dans le développement des géosciences en France en général, et à Grenoble en particulier.